# Noach Heckel
Noach Heckel OSB (* 1971 in Rothenburg ob der Tauber als Markus Heckel) ist ein deutscher Ordensgeistlicher und Kirchenrechtler.

## Leben
Heckel wuchs in Estenfeld auf. Nach dem Besuch der Volksschule in Kürnach absolvierte er das Riemenschneider-Gymnasium in Würzburg. Anschließend leistete er Zivildienst. Er studierte von 1992 bis 1997 Rechtswissenschaften an der Universität Würzburg. Dort wurde er, nach dem er wissenschaftlicher Mitarbeiter am Lehrstuhl für Steuerrecht, Bürgerliches Recht, Handelsrecht und Zivilprozessrecht war, 1999 mit der Arbeit Das Ende gewerblicher Tätigkeit trotz Fortbestand des Betriebs : die Betriebsaufgabe gemäß § 16 Abs. 3 S. 1, 5 EStG in den Fällen der Betriebsverpachtung, des Strukturwandels, des Übergangs zur Liebhaberei, der Betriebs- und Wohnsitzverlegung in das Ausland und des Wegfalls tatbestandlicher Voraussetzungen einer Betriebsaufspaltung zum Dr. iur. promoviert. 2006 wurde er in erneuter Aufnahme des Promotionsverfahrens zum Doktor beider Rechte promoviert. Nach dem Rechtsreferendariat (1998–2000) in Würzburg (zweites juristisches Staatsexamen) wurde er 2002 Staatsanwalt am Landgericht Traunstein.
Heckel trat 2002 als Mönch in die Abtei Münsterschwarzach ein. Von 2004 bis 2009 folgte ein Studium der Theologie an den Universitäten von Würzburg, Nairobi und Münster, anschließend wurde er am 20. Dezember 2009 zum Diakon geweiht. Er war in Münsterschwarzach von 2009 bis 2021 Rektor der Oblatengemeinschaft, nachdem er 2009 seine ewige Gelübde abgelegt hatte; am 19. Juni 2010 folgte seine Priesterweihe. Als Benediktiner erhielt er auch den Ordensname Noach. Er befasste sich in seinem kirchenrechtlichen Lizentiatsstudium an der Universität München mit dem Kirchenaustritt. Seine Graduierung zum Lic. iur. can. erfolgte mit der Schrift Die Grundpflicht der Gläubigen zur Wahrung der communio cum Ecclesia gemäß c. 209 § 1 CIC und der staatliche Kirchenaustritt in Deutschland. Nach dem Promotionsstudium am Klaus-Mörsdorf-Studium für Kanonistik der Universität München wurde er dort 2017 mit der Dissertation Das Allgemeine Dekret der Deutschen Bischofskonferenz zum Kirchenaustritt vom 15. März 2011: der Kirchenaustritt in Deutschland aus der Sicht des katholischen Kirchenrechts zum Dr. iur. can. promoviert. Mit dem Kirchenaustritt beschäftigte er sich weiter aus wissenschaftlicher Sicht. Ab 2017 war Heckel außerdem Ehebandverteidiger und Kirchenanwalt für das Bischöfliche Offizialat in Würzburg. Daneben ist er Berater für Ordensrecht.
Heckel nahm 2022 einen Ruf als Professor für Kirchenrecht an die Theologische Fakultät Trier an.

## Schriften
- Das Ende gewerblicher Tätigkeit trotz Fortbestand des Betriebs. Die Betriebsaufgabe gem. § 16 Abs. 3 S. 1, 5 EStG in den Fällen der Betriebsverpachtung, des Strukturwandels, des Übergangs zur Liebhaberei, der Betriebs- und Wohnsitzverlegung in das Ausland und des Wegfalls tatbestandlicher Voraussetzungen einer Betriebsaufspaltung. (Diss. iur.), Würzburg 1999, ISBN 3-933563-29-1.
- Die Grundpflicht der Gläubigen zur Wahrung der communio cum Ecclesia gemäß c. 209 § 1 CIC und der staatliche Kirchenaustritt in Deutschland. (unveröff. Lizentiatsarbeit lic. iur. can., Klaus-Mörsdorf-Institut München 2016), OCLC 1020569999.
- Das allgemeine Dekret der Deutschen Bischofskonferenz zum Kirchenaustritt vom 15. März 2011. Der Kirchenaustritt in Deutschland aus der Sicht des katholischen Kirchenrechts (Diss. iur. can.). St. Ottilien 2018, ISBN 978-3-8306-7884-7. Rezension Rezension S. 428–430
- mit Helmuth Pree: Das kirchliche Vermögen, seine Verwaltung und Vertretung. Eine Handreichung für die Praxis. 3. aktualisierte und erweiterte Auflage, Wien 2021, ISBN 3-7046-8855-X.